# いっき おんらいん
『いっき おんらいん』 (Ikki Online) は、サンソフトより2010年6月29日に配信されたPlayStation 3（PS3）用ゲーム。

## 概要
1985年にアーケードゲーム、ファミコンゲームとして発売された『いっき』をPS3用にリメイクした作品。タイトルに「おんらいん」と入っている通り、オンラインモードでは最大12人同時プレイが可能となっており、農民軍最大6人、代官軍最大6人の2陣営に分かれてのオンライン対戦がプレイできる。
トップビュー（上から俯瞰した視点）の全方向スクロールのアクションシューティングゲーム。グラフィックやサウンドはファミコン風のドット絵とPSG音源を用いた「クラシック」と、PS3の性能を生かしたリメイク版の「ゴージャス」から選択可能。本作の開発スタッフは『みんなでスペランカー』の開発チームと協力しており、開発のしやすさとユーザー層からPS3がプラットフォームに選ばれた。トロフィーシステム対応。
なお、スペランカーがファミコン版を主にベースとしたのに対し、本作は簡易マップの採用やオープニングデモ、一部アイテムの復活など、アーケード版をベースにリメイクされている。また、リメイク前に注視された点の1つであった「ハイスコア狙いならば忍者を延々倒し続ければよい」という部分がゲームモードの1つとして採用されるなど、ルールも一新されている。
発売2周年の2012年6月29日に仕様変更や調整を行った更新プログラムが配信された。また、2012年7月3日には600円に値下げされた。

## 操作方法
キャラクターは方向キーか左スティックで移動可能。○ボタンで飛び道具を敵のいる方向に自動照準で投げる。右スティックは倒した方向に任意で飛び道具を投げる。L、Rボタンはオンラインモードでのみあらかじめ設定された簡易セリフを表示する、「セリフチャット」用となっている。
画面右下にはミニマップが表示される。小判の位置、味方の位置は常に表示されている。敵の位置および、敵の所持している小判はまれに表示される。
オンライン時には画面上方に自軍と敵軍の目的達成度がグラフで表示される。

## ゲームモード

### シングルプレイ
オフラインのモード。1人プレイおよび、2人同時プレイが可能。残機がなくなるとゲームオーバーだが、オートセーブ機能があり、次回プレイ時はクリアしたステージから開始することができる。シングルプレイでクリアしたステージに応じて、オンラインモードで選択できるステージが増える。

### いっき おんらいん
PlayStation Networkを使用したオンラインモード。農民チームと悪代官チームに分かれて対戦する。「すたんだぁど」「きゃぷちゃ・ざ・米俵」、「ですまっち」、「じきそれぇす」の4種類のゲームモードが存在する。また、上記の4種類のルールが全て登場する「ふるこぉす」、ランダムで選ばれる「らんだむ」も選択できる。
すたんだぁど
「Standard」。ステージ内の小判を集めるのが目的という「いっき」のスタンダードなルール。小判を持っているキャラクターがやられると、持っている小判を落としてしまう。プレイヤーの残機が無くなると捕虜となってしまい、何もできなくなるが、味方が救出するとゲームに復帰できるようになる。ただし、ミイラ取りがミイラになるリスクもある。味方が全員捕虜になってしまうとその時点で負けが確定してしまう。
画面上方のグラフは所持している小判の数に応じて増減する。
きゃぷちゃ・ざ・米俵
「Chapture the Komedawara」。相手のチームから米俵を奪い、自軍の陣地まで運ぶのが目的のモード。米俵を担いだプレイヤーは移動速度が低下し、攻撃ができなくなる。×ボタンで米俵を置くこともできる。
画面上方のグラフは自軍の陣地まで運び終えた米俵の数に応じて増加する。
ですまっち
「Death Match」。相手チームのキャラクターを規定数倒すと勝利。
じきそれぇす
「Jikiso Race」。悪代官への直訴が目的。このモードのみ縦長のステージが用意されており、いかに早くゴール地点である悪代官にたどり着くかを競うことになる。

### おにぎり争奪
「Onigiri Soudatsu」。『いっき』にも存在したボーナスステージ。仙人が投げるおにぎりを集めると残機が増える。

### ルール設定
ピープホール
周囲が暗闇になり、スポットライトでプレイヤーキャラの周辺のみが明るく照らされる。キャラクターが集まると見える範囲が広くなる。ゲーム開始時にオーナーがオン/オフを設定可能。
かんたんモード
通常は敵の攻撃を受けると1発でミスとなるが、かんたんモードをONにするとライフ制になり、3回敵の攻撃を受けないとミスにならなくなる。

### プレイ記録
自分のプレイ記録を閲覧できる。ハイスコアや到達ステージ、竹やりでの撃破数、総プレイ時間、称号、MVP獲得数、勝率などが表示される。自分のプレイスタイルに応じて「無名」「逃げ腰」「血気盛ん」「欲張り」「無謀」などの称号が与えられる。また、オンラインモードでは最終成績発表時に最も高いスコアを記録したプレイヤーに「MVP」が与えられる。

## キャラクター
初期状態で選択可能な農民軍の「権べ」「田吾」、代官軍の「忍者」「ベテラン忍者」以外のキャラクターは、条件を満たすことで使用可能になる。選択するキャラによって性能は異なる。
権べ、忍者
射程は短いが鎌（手裏剣）を2連射できるキャラクター。
田吾、ベテラン忍者
射程は長いが鎌（手裏剣）を連射できないキャラクター。
旧作ではそれぞれ権べと忍者の色が違いだったが、本作では差別化が図られており、田吾は背が高く、ベテラン忍者は三度笠をかぶった姿となっている（クラシックモードにおけるドット絵も新しく描き直されている）。
腰元
オジャマキャラクター。執拗に追いかけてきて接触すると抱きしめられ、一定時間、硬直してしまう。倒すことは不可能。
オンラインモードでは隠しキャラとして選択可能だが、妨害専用キャラクターであり攻撃・アイテム集めは一切できない。
たらこ唇で背の低い「お花」と、出っ歯で背の高い「つぼね」の2種類が登場。前者が農民チーム、後者が代官チームの所属となる。
幽霊
オジャマキャラクター。接触と同時に飛び道具での攻撃を封じてくる敵キャラクター。地蔵に触れれば追い払える。
オンラインモードでは腰元と同じく妨害専用キャラクターとして選択可能となり、攻撃・アイテム集めは一切できない。
与作
権べたちの新しい仲間。力持ちの巨躯で、クワを振り回して敵弾を防ぐことができる。
鉄砲隊
飛距離が長い上に連射も聞く「鉄砲」を駆使する悪代官お抱えの鉄砲隊。シングルモードでは数人編隊でフィールドの固定位置におり、自分たちの前方をプレイヤーキャラが通過すると発砲する。
オンラインモードの隠しキャラとして選択可能。
悪代官
仙人

## アイテム
小判
「すたんだぁど」に登場。ステージ内の小判を全て集めると勝利となる。
竹やり
一定時間、鎌（手裏剣）による遠距離攻撃が画面上方向のみの突き攻撃に変化し、接近戦で攻撃するようになる。射程は短いが、竹やりで敵を倒すと通常の2倍の得点が得られる。壁を貫通して攻撃できるため、ステージによっては利用価値があるが、身体の向きを変えられないため、背後に大きな隙ができる。
大根
一定時間、移動速度が大幅に上昇する。
葉っぱ
一定時間、「木の葉隠れ」の術により無敵状態になる。
巻物
残機が1人増える1upアイテム。
煙
おにぎり争奪ステージに行けるようになる。シングルプレイで登場。
おにぎり
「おにぎり争奪」ステージに登場。10個で残機が一人増える。
千両箱
家庭版初登場アイテム。取ると高得点を得られるが、その代わりに数秒間は大笑いのアクションが発生し、身動きできなくなる。
おふだ
対戦モード

## 仕掛け
肥溜め、牛糞
接触すると糞まみれになり、一定時間移動速度が遅くなる。
もぐら
地面から時々顔を出す。接触すると転んでしまい、少しの間操作不能になる。小判を持っている時に転ぶと落としてしまう。
丸太
飛び道具で攻撃すると転がり出す。転がった丸太に接触すると敵味方関係なくミスになる。
草むら、浅瀬
足を取られて移動速度が遅くなる。
奈落の穴、激流の河
落ちると即座にミスになる。
突風と竜巻
カカシ
イノシシ